# David Slíva
David Slíva (data desconhecida) foi um tenista da Boémia.
David Slíva participou dos Jogos Olímpicos de 1908. David competiu dupla com Bohuslav “Černý” Hykš. Os dois perderam na primeira rodada. No mesmo ano Slíva participou da categoria individual chegando até a terceira rodada.

O tenista nasceu e viveu na cidade de Praha.